# Толстянка голостебельная
Толстянка голостебельная (лат. Crassula nudicaulis) — вид суккулентных растений рода Толстянка (Crassula) семейства Толстянковые (Crassulaceae), естественно произрастающий на территории Лесото и Южно-Африканской Республики.

## Название
Родовое латинское название Crassula происходит от латинского слова crassus, — «толстый», в основном из-за присутствия у растений этого рода сочных листьев.
Видовой латинский эпитет nudicaulis происходит от латинских слов nudus — «голый» и caulis — «стебель», обусловленный характером безлистных цветоносов.

## Описание
Многолетники с прикорневыми розетками характеризуются продолговато-эллиптическими, иногда линейно-ланцетными, обратнояйцевидными или округлыми листьями размером 20-80 х 6-15 мм, которые могут быть от зеленого до желтовато-зеленого или коричневого цвета.

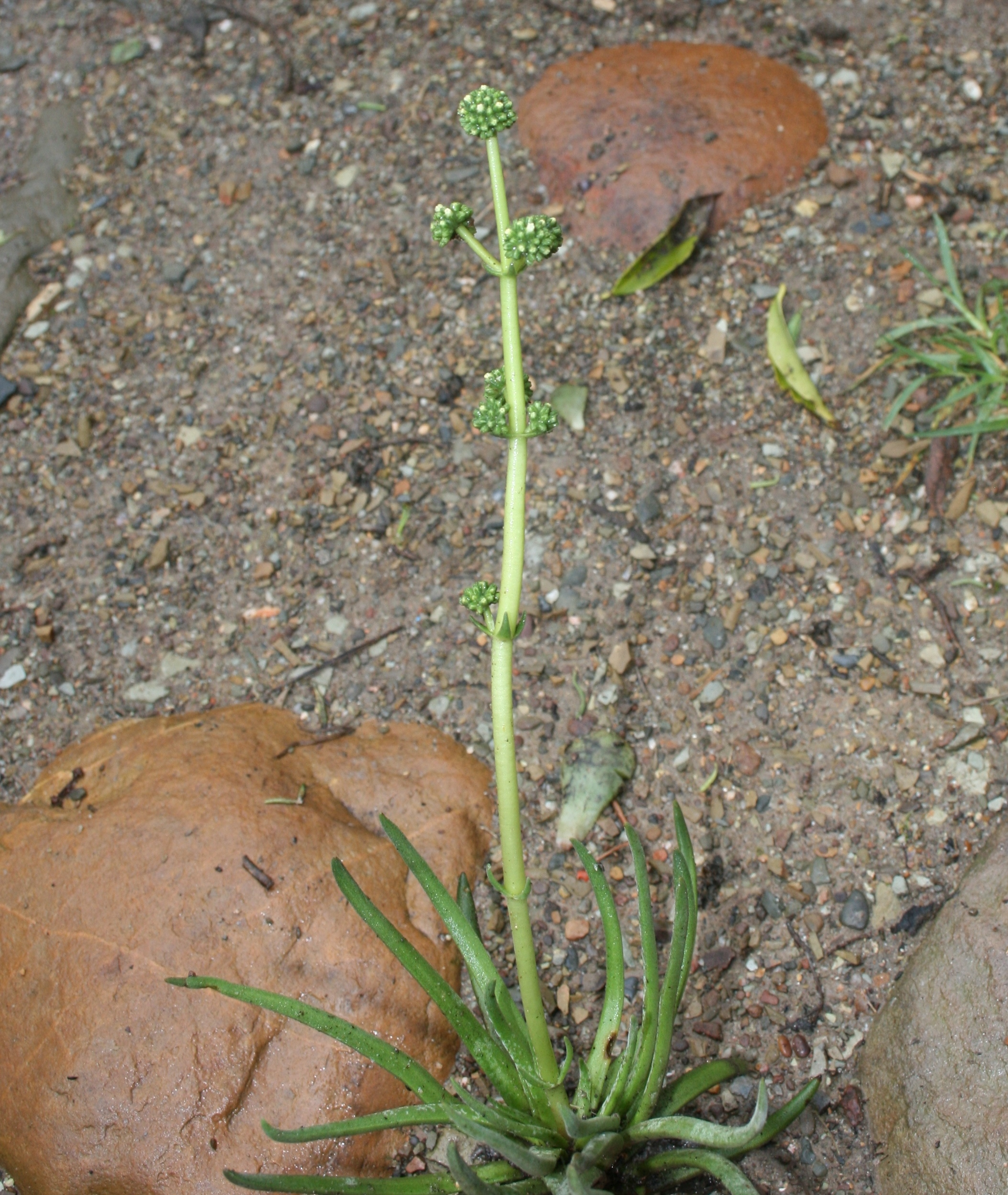
Соцветие

Соцветие представляет собой продолговатый, иногда колосовидный тирс с многочисленными дихазиями, расположенными на ножках или сидячие; длина цветоножек составляет 0,1-0,2 м, и они могут быть голыми или опушенными. Чашечка имеет продолговато-треугольную форму и может быть либо голой, либо с отогнутыми волосками, окрашенными от зеленого до коричневого цвета. Венчик трубчатый или цилиндрический, с тычинками и желтыми пыльниками.

## Распространение и экология
Естественное распространение охватывает территории Лесото и Южно-Африканской Республики, включая Капскую провинцию, Фри-Стейт, Квазулу-Натал, а также Северные провинции. 
Оно произрастает в разнообразных типах растительности, таких как Реностервельд, где образует крепкие и густые скопления на более влажных участках и редко встречается на обнажениях кварцитового песчаника, а также растет в неглубоких грунтах между скалами, на щебнистых склонах, в расщелинах скал, на верхних участках Кару, Дракенсбергских лугах, предгорных лугах, зарослях Олбани и восточном Финбос-Реностервельд.

## Таксономия

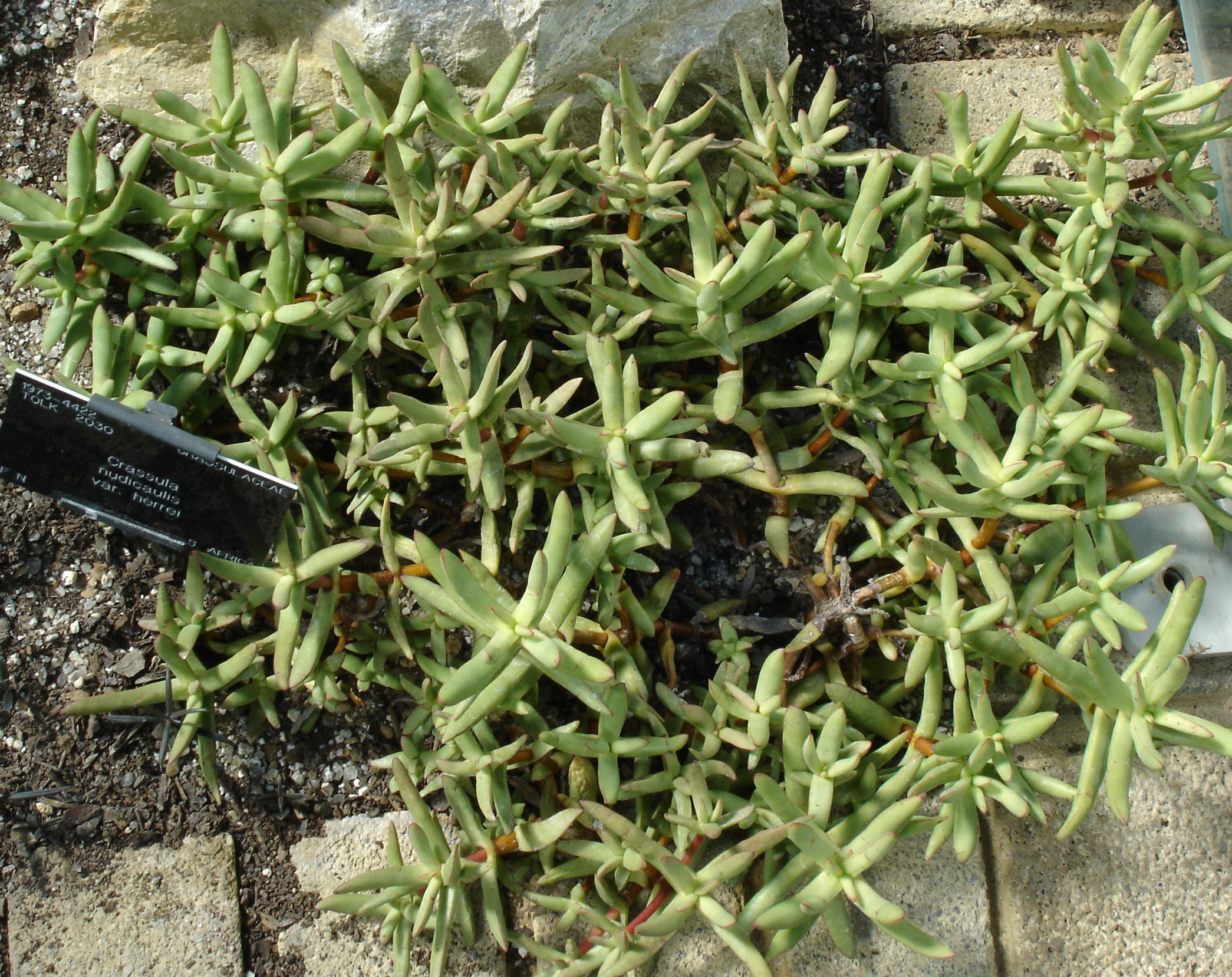
Crassula nudicaulis var. herrei

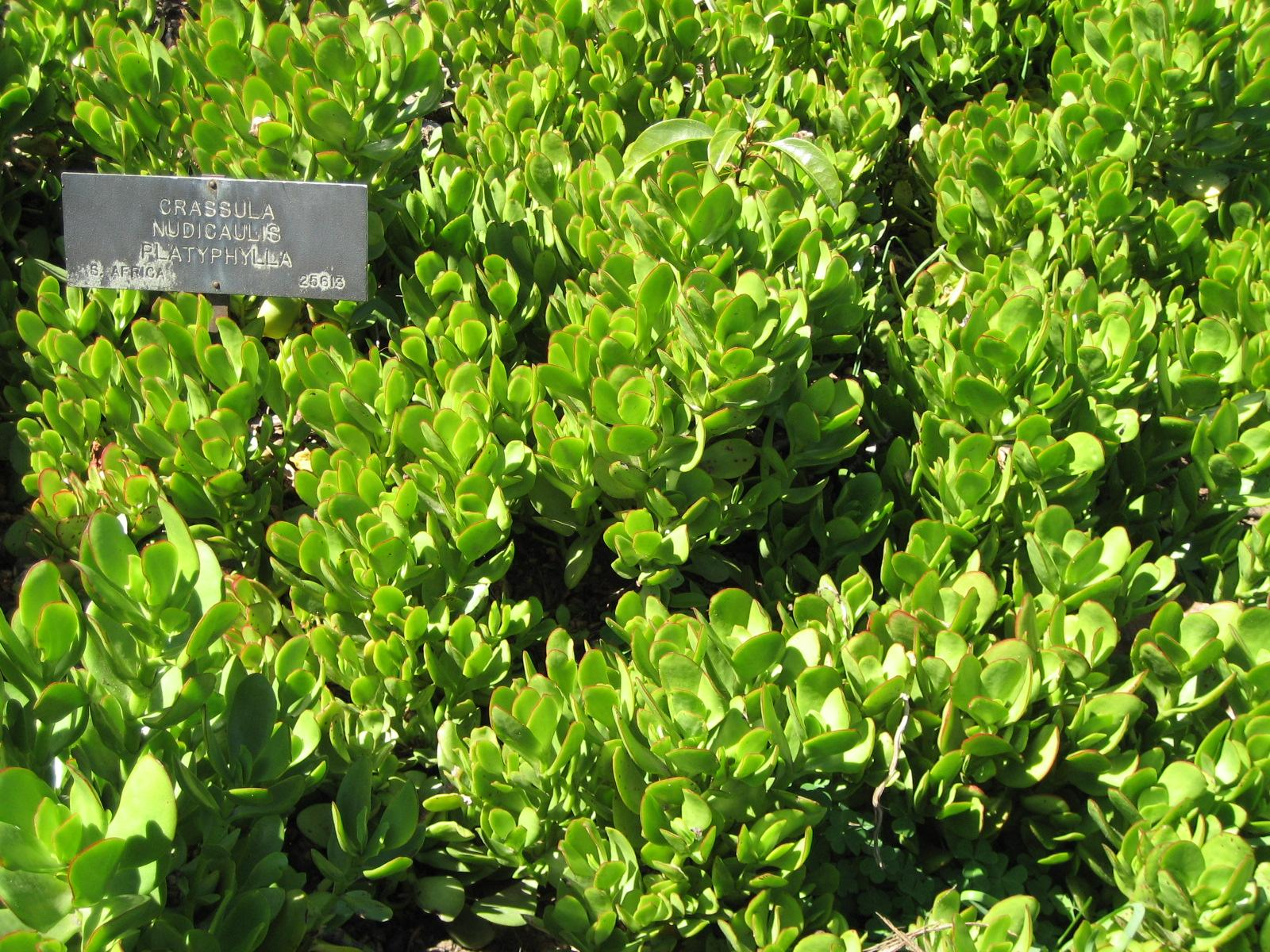
Crassula nudicaulis var. platyphylla

Crassula nudicaulis L., первое упоминание в Sp. Pl.: 283 (1753).

### Синонимы
Гомотипные (основанные на одном и том же номенклатурном типе):
- Globulea nudicaulis (L.) Haw. (1812)

### Разновидности
Подтвержденные разновидности по данным сайта Plants of the World Online на 2024 год:
- Crassula nudicaulis var. nudicaulis
- Crassula nudicaulis var. herrei (Friedr.) Toelken
- Crassula nudicaulis var. platyphylla (Harv.) Toelken